# Allison White

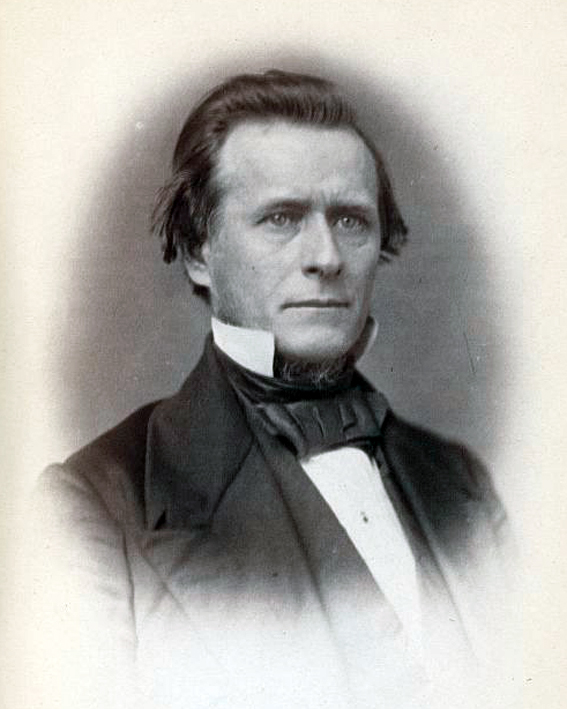
Allison White (1859)

Allison White (* 21. Dezember 1816 in Pine, Lycoming County, Pennsylvania; † 5. April 1886 in Philadelphia, Pennsylvania) war ein US-amerikanischer Politiker. Zwischen 1857 und 1859 vertrat er den Bundesstaat Pennsylvania im US-Repräsentantenhaus.

## Werdegang
Allison White besuchte die öffentlichen Schulen seiner Heimat und danach das Allegheny College in Meadville. Nach einem anschließenden Jurastudium und seiner Zulassung als Rechtsanwalt begann er in Lock Haven in diesem Beruf zu arbeiten. Gleichzeitig schlug er als Mitglied der Demokratischen Partei eine politische Laufbahn ein.
Bei den Kongresswahlen des Jahres 1856 wurde White im 15. Wahlbezirk von Pennsylvania in das US-Repräsentantenhaus in Washington, D.C. gewählt, wo er am 4. März 1857 die Nachfolge von John Jamison Pearce antrat. Da er im Jahr 1858 nicht bestätigt wurde, konnte er bis zum 3. März 1859 nur eine Legislaturperiode im Kongress absolvieren. Diese war von den Ereignissen im Vorfeld des Bürgerkrieges geprägt. Während seiner Zeit als Kongressabgeordneter war White Vorsitzender des Ausschusses zur Kontrolle der Ausgaben für öffentliche Liegenschaften.
Nach dem Ende seiner Zeit im US-Repräsentantenhaus arbeitete er in Philadelphia im Holz- und Kohlegeschäft. Dort ist er am 5. April 1886 auch verstorben.